# Mikkeli (Provinz)

Karte der ehemaligen Provinz Mikkeli

Die Provinz Mikkeli (finnisch Mikkelin lääni, schwedisch S:t Michels län) ist eine ehemalige Provinz in Finnland. Sie bestand bis 1997 und hatte Mikkeli als Hauptstadt. Die Provinz Mikkeli war weitgehend deckungsgleich mit der heutigen Landschaft Südsavo, daneben umfasste sie die heute zu Päijät-Häme gehörigen Gemeinden Hartola, Heinola und Sysmä und die Gemeinde Kangaslampi, die durch ihre Eingemeindung nach Varkaus 2005 zu Nordsavo kam.
Die Provinz Mikkeli wurde im Zug der Provinzreform von 1831 gegründet. Der gestiegenen Bedeutung Helsinkis entsprechend wurde Uusimaa (Nyland) zur eigenen Provinz gemacht und erhielt auch die Küstengebiete der Provinz Kymenkartano (Kymmenegård), was dem westlichen Teil der Landschaft Kymenlaakso entspricht. Diese wurde daher unter dem Namen Mikkeli neu gegründet und erhielt als Ausgleich einige Gebiete der bisherigen Provinz Savo und Karelien, sowie von der Provinz Viipuri (Viborg) die Gegend um Savonlinna (Nyslott). Der Verwaltungssitz Heinola war damit in Randlage innerhalb der Provinz geraten und 1847 konnte die Verwaltung in der neuen Hauptstadt Mikkeli aufgenommen werden.
1960 wurde ein Teil der Provinz Mikkeli der neu gegründeten Provinz Mittelfinnland zugeschlagen. Durch die Provinzreform von 1997 wurde die Provinz Mikkeli (ohne die Gemeinden Hartola, Heinola und Sysmä) zusammen mit den Provinzen Kuopio und Nordkarelien zur neuen Provinz Ostfinnland zusammengeschlossen.